# Eyjafjallajökull
Eyjafjallajökull (ˈɛɪjaˌfjatl̥aˌjœkʏtl̥ⓘ, dịch "núi sông băng đảo") là một trong những sông băng của Iceland nằm ở phía bắc của Skógar và phía tây của một sông băng lớn hơn tên là Mýrdalsjökull.
Các chỏm băng của sông băng bao trùm trên một núi lửa cao 1.666 mét đã phun trào tương đối thường xuyên kể từ thời kỳ Băng Hà. Núi lửa này phun trào hai lần trong năm 2010, ngày 20 tháng ba và ngày 15 tháng 4. Các lần phun trào tháng 4 năm 2010 đã gây ra sự gián đoạn lớn với giao thông hàng không trên toàn Bắc Âu do khói bụi phun trào từ miệng núi lửa. Các nhà khoa học cho rằng lần phun trào này có sức mạnh hơn mười đến hai mươi lần so với lần phun trào trong tháng 3. Lần phun trào gần nhất trước năm 2010 là vào khoảng thời gian 1821-1823. Một vụ phun trào khác nữa là vào năm 1612. Miệng núi lửa của núi lửa có đường kính 3–4 km (1,9-2,5 dặm) và sông băng bao phủ một diện tích khoảng 100 km² (39 sq mi).
Phần cuối phía nam của núi đã từng là một phần của bờ biển Đại Tây Dương.

## Lần phun trào năm 2010
|  |

Vào dịp Giáng sinh năm 2009, hoạt động địa chấn đã được phát hiện tại khu vực núi lửa, với hàng ngàn trận động đất nhỏ (chủ yếu là cường độ 1-2 theo thang độ Richter, với chỉ một vài đợt có cường độ chỉ cao hơn 3 độ Richter), ở độ sâu 7–10 km bên dưới núi lửa. Ngày 26 năm 2010 tháng 2, hoạt động địa chấn bất thường cùng với sự mở rộng nhanh chóng của vỏ Trái Đất đã được ghi nhận bởi Viện Khí tượng Iceland. Ngày 15/4/2010 núi lửa lại phun trào, có tới 5.000 chuyến bay đã bị ảnh hưởng. Anh, Cộng hòa Ireland, Đan Mạch, Na Uy, Thụy Điển, Phần Lan, Bỉ và Hà Lan đã đóng không phận. Pháp đã đóng cửa 24 sân bay ở phía bắc nước này, trong đó có sân bay chính Paris Charles de Gaulle trong khi các sân bay Berlin và Hamburg của Đức cũng bị đóng cửa vào tối thứ 5. Thủ tướng Đức Angela Markel cũng bị kẹt lại ở Bồ Đào Nha sau khi từ Mỹ trở về.
Theo ước tính Châu Âu thiệt hại 200 triệu euro (khoảng 270 triệu dollars) mỗi ngày .